# Marija Pachomienko
Marija Leonidowna Pachomienko (ros. Мария Леонидовна Пахоменко, ur. 25 marca 1937 we wsi na Białorusi, zm. 8 marca 2013 w Petersburgu) – radziecka piosenkarka, Zasłużona Artystka RFSRR (1976) i Ludowy Artysta Federacji Rosyjskiej.
Ukończyła Młodzieżowe Studio Estradowe przy Pałacu Kultury im. Lensowieta. Od 1965 była solistką Lenkoncertu, jedną z popularnych radzieckich piosenkarek estradowych, łączących w wykonawstwie maniery ludowe i estradowe. Wykonywała jako premierowe piosenki radzieckich kompozytorów M. Błantiera, A. Kołkiera, E. Kołmanowskiego, A. Pachmutowej, W. Sołowjowa-Siedoja, D. Tuchmanowa, E. Chanoka, romanse W. Gawrilina.
Zdobyła Grand Prix na Międzynarodowym Konkursie Piosenki Estradowej Złoty Orfeusz w 1971. Złota Płyta francuskiej firmy fonograficznej Midem w 1986.

## Wydane albumy płytowe (wszystkie firmyMiełodija)
- Мария Пахоменко (LP, Mono, Album) 1970;
- Эдуард Хиль / Мария Пахоменко 1972;
- Мария Пахоменко 1974;
- Мария Пахоменко (LP, Album) 1978;
- Мария Пахоменко 1980;
- Другу (LP, Album) 1984.